# Lalobbe
Lalobbe ist eine französische Gemeinde mit 165 Einwohnern (Stand: 1. Januar 2022) im Département Ardennes in der Region Grand Est (vor 2016 Champagne-Ardenne). Sie gehört zum Arrondissement Charleville-Mézières, zum Kanton Signy-l’Abbaye sowie zum Gemeindeverband Crêtes Préardennaises.

## Geographie
Umgeben wird Lalobbe von den Nachbargemeinden Grandchamp im Osten, La Neuville-lès-Wasigny im Süden, Draize im Südwesten sowie vom Kantonshauptort Signy-l’Abbaye im Nordwesten, Norden und Nordosten.

## Bevölkerungsentwicklung
| Jahr                       | 1962 | 1968 | 1975 | 1982 | 1990 | 1999 | 2004 | 2009 | 2016 |
| Einwohner                  | 306  | 264  | 254  | 240  | 236  | 206  | 201  | 190  | 165  |
| Quellen: Cassini und INSEE |      |      |      |      |      |      |      |      |      |

## Sehenswürdigkeiten

Kirche Saint-Lambert

- Kirche Saint-Lambert